# Pisaniarski Żleb

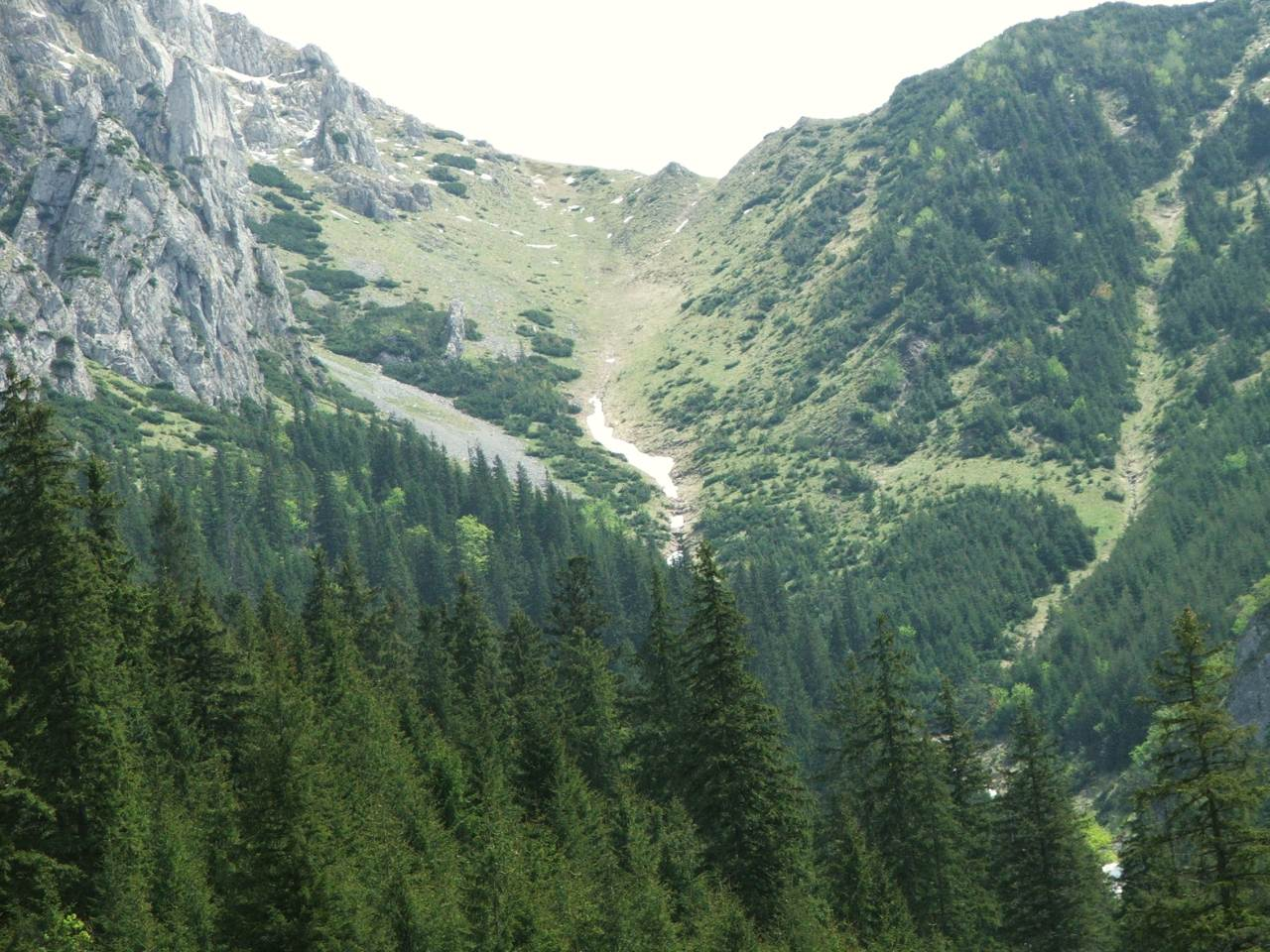
Pisaniarski Żleb – widok z Polany Pisanej

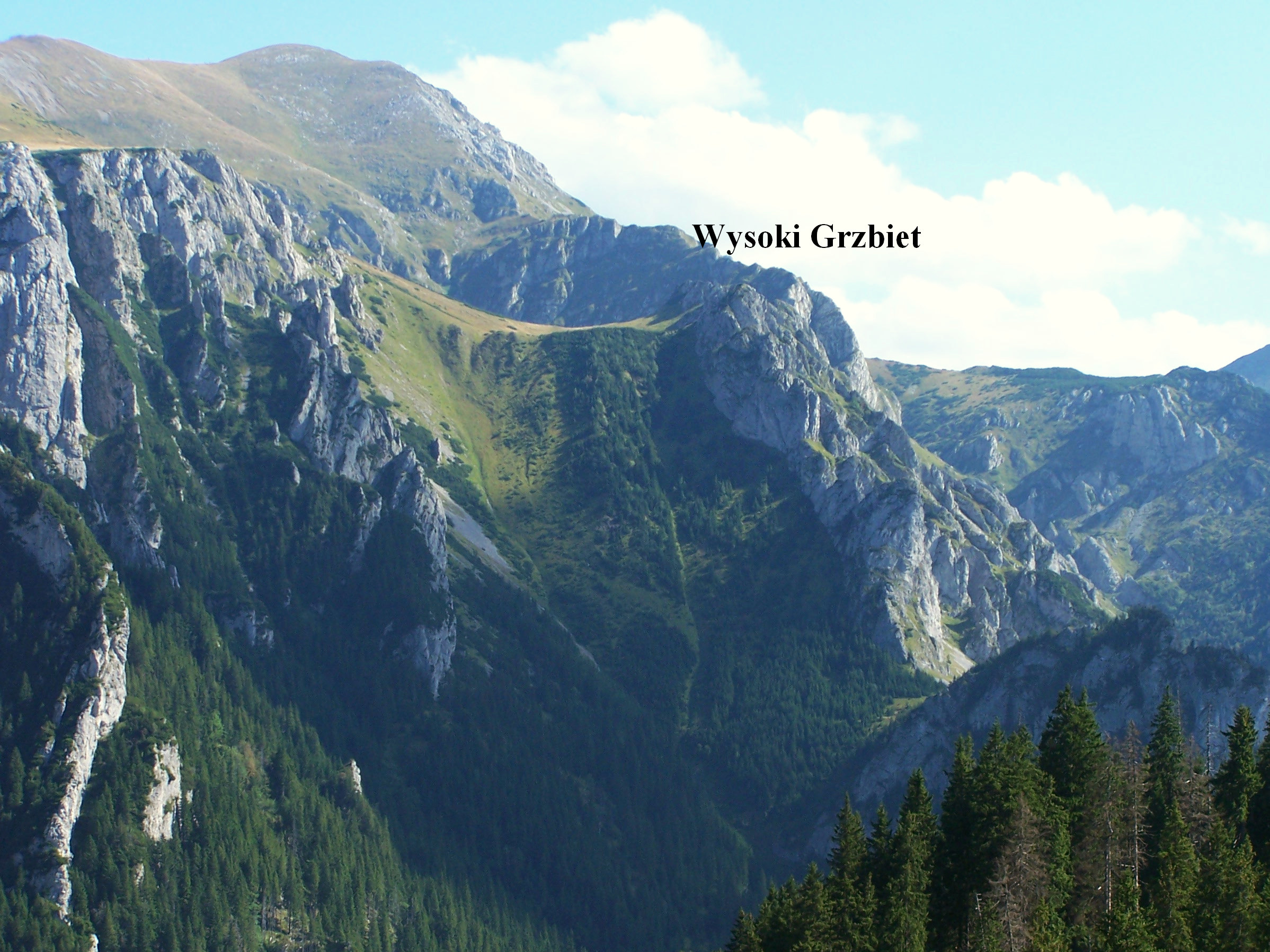
Widok z polany Stoły

Pisaniarski Żleb, Żleb nad Pisaną – wybitny żleb we wschodnich zboczach Doliny Kościeliskiej w Tatrach Zachodnich, opadający spod Upłazkowej Przełączki (ok. 1600 m) do Wyżniej Pisanej Polany. Nazwę Pisaniarski Żleb podaje Wielka encyklopedia tatrzańska, Władysław Cywiński w 3. tomie przewodnika Tatry używa nazwy Żleb nad Pisaną.
Żleb nad Pisaną ma dwie, orograficznie prawe odnogi: Karczmarski Żleb i Biały Żleb. Od prawej strony (wraz ze swoimi odnogami) ograniczony jest ścianą Równi nad Karczmą, Zdziarami oraz zalesionymi zboczami opadającymi spod Czarnego Zwornika i Czarnego Muru. Lewe obramowanie tworzy grzbiet biegnący od Upłazkowej Przełączki przez Upłazkową Turnię i Saturna. Dnem Pisaniarskiego Żlebu spływa potok, jego łożysko zazwyczaj jest suche, gdyż rejon żlebu zbudowany jest z porowatych skał węglanowych. W Wielkiej encyklopedii tatrzańskiej potok ten ma nazwę Pisaniarski Potok.
Żleb stanowił dawniej tereny pastwiskowe Hali Pisanej i był wypasany aż pod samą Upłazkową Przełączkę. Po zaprzestaniu wypasu dolne jego części już zarosły lasem, jeszcze tylko w partiach szczytowych utrzymują się murawy, jednak i tam pojawiają się już kępy kosodrzewiny. Deniwelacja żlebu wynosi około 550 m. W prawych zboczach żlebu wyrastają liczne skały i pojedyncze, niewielkie turnie. Wyróżnia się wśród nich Cienka Skałka.
Żleb najlepiej jest widoczny z Polany Pisanej i z Polany na Stołach. Nie prowadzą przez niego żadne szlaki turystyczne.